# Energiesuffizienz
Energiesuffizienz (von griech.: ἐνέργεια Tätigkeit, Tatkraft und von lat.: sufficere, genügen, ausreichen) bezeichnet eine Art von „Genügsamkeit“ beim Energiekonsum derart, dass der Verbraucher mit getätigten Verbräuchen innerhalb der Grenzen der ökologischen Tragfähigkeit der Erde bleibt. In bestimmter Art und Weise läuft dies auf eine nachhaltige Begrenzung des Energiebedarfs hinaus. Strategien und Instrumente zur Erreichung dieses Zieles können technisch, systematisch oder kulturell sein.

## Begriffsbestimmungen, nähere begriffliche Eingrenzungen
Suffizienz ist als Ergänzung zur Energieeffizienz nötig, da letztere oft nicht den Energieverbrauch mindert, sondern durch indirekte und direkte Einkommenszuwächse und steigende Komfortansprüche Rebound-Effekte verursacht.

### Energiepolitische Einordnung

Drei Säulen nachhaltiger Energiewirtschaft

Energiesuffizienz ist als eine von drei Säulen zur Erreichung des Zieles einer nachhaltigen Energiewirtschaft zu sehen. Energieeffizienz zielt hierbei auf den optimierten Einsatz von Energie in technischen Anwendungen hin. Konsistenz bezeichnet den Einsatz erneuerbarer Energien zur Energiebedarfsdeckung. Suffizienz ist die langfristige Reduktion des absoluten Energie- und Ressourcenverbrauchs.

### Gefahren des Konterkariertwerdens der Suffizienz
Wenn ein genügend großer Anteil der Haushalte weniger Energie verbraucht, dann sinkt gemäß ökonomischer Theorie die Nachfrage und damit der Preis. Der niedrige Preis kann dazu führen, dass von den restlichen Haushalten mehr verbraucht wird, sodass ein makroökonomischer Reboundeffekt entsteht. Dieser Effekt kann mit dem gleichen Schema auch zwischenstaatlich auftreten. Gerade deswegen sind gemeinsame internationale Richtlinien, die für alle Staaten bindend sind, sehr wichtig für eine globale Energieeinsparung.

## Zur Erreichung von Energiesuffizienzzielen

### Kulturell
Unter kultureller Suffizienz ist vor allem die Transformation hin zu energiesparendem Konsum- und Nutzungsverhalten zu sehen. Des Weiteren kann Bewusstsein und Akzeptanz der Suffizienz durch höhere Transparenz erreicht werden. Dazu gehört, Verbraucher darüber zu informieren, welches Gerät zur Erfüllung der Bedürfnisse das passende ist: Eine Verbesserung der Lebensqualität und des Komforts durch richtig dimensionierte Technik und kurze Wege muss klar kommuniziert sein. Beispiele für Überlegungen in Hinblick auf Suffizienz können die Fortbewegung sein: Wie weit muss ich fahren, wie oft muss ich fahren und welches Verkehrsmittel sollte ich nutzen? Oder auch das Heizen von Innenräumen: Wie groß muss mein Wohnraum sein? Welche Mindesttemperatur reicht mir aus?

### Technisch
Technische Infrastrukturen sollten so umgestaltet und neu konzipiert werden, dass sie ein ressourcenschonendes Verhalten erleichtern. Bei technischen Geräten sollte der Fokus auf den absoluten Energieverbrauch gesetzt werden, statt relative spezifische Effizienzangaben in den Vordergrund zu stellen. Da große Energieverbräuche durch Überdimensionierung von Geräten entstehen, sollten progressive Anforderungen an die Energieeffizienz gesetzt werden. So müsste ein großer Fernseher zum Beispiel gemessen am Stromverbrauch pro Bildschirmfläche effizienter als ein Kleiner sein. Darüber hinaus sollten absolute Grenzen gesetzt werden.

### Systemisch
Ein Paradigmenwechsel weg von der Energieversorgung hin zur Energiedienstleistung erleichtert Suffizienz. Statt Geräte zu kaufen, sollte für Dienstleistungen gezahlt werden, sodass Verbraucher ihre Bedürfnisse stärker hinterfragen. Ein Beispiel hierfür ist das Carsharing. Politisch sollten energiesparende und umweltschonende Verhaltensweisen unterstützt und energieintensive Verhaltensweisen eingeschränkt werden.

## Suffizienz in anderen Bereichen
Ressourcensuffizienz bezeichnet den Verzicht auf oder die Reduktion von bestimmten Materialien bei der Produktion und der Vermeidung von Abfällen. Im Mobilitätsbereich ist Suffizienz als Verkehrsvermeidung und Schaffung der „Stadt der kurzen Wege“ zu verstehen.

## Energiesuffizienz in anderen Ländern

### Frankreich
In Frankreich spricht man im Zusammenhang mit Suffizienz von ‚sobriété énergétique‘, was wörtlich mit ‚Energienüchternheit‘ übersetzt werden kann. Infolge der Energiekrise rückte der Begriff in den Jahren 2022/2023 in den Fokus der medialen und politischen Aufmerksamkeit und etablierte sich dort als Bestandteil der Energie- und Klimapolitik.
Bereits in den 2010er-Jahren hielt die Debatte um Suffizienz Einzug in die politische Arena Frankreichs. Sobriété als Begriff wurde 2015 erstmals im Energiewendegesetz für grünes Wachstum (Loi de transition énergétique pour la croissance verte, TECV) erwähnt. Die nationale Dekarbonisierungsstrategie deklariert Suffizienz 2020 zu „einem der großen Hebel, um Treibhausgasneutralität zu erreichen“. Die Strategie – der zentrale Fahrplan Frankreichs zur Treibhausgasreduktion – betont die Notwendigkeit einer deutlichen Veränderung des Konsumverhaltens (MTE, 2020, S. 91). Im Jahr 2022 rückte der Begriff der sobriété angesichts drohender Strom- und Gasknappheit in den Mittelpunkt der politischen Aufmerksamkeit. Am Nationalfeiertag, dem 14. Juli, rief der französische Präsident Emmanuel Macron das Land in seiner traditionellen Rede an die Nation dazu auf, „gemeinsam einer Logik der sobriété“ zu folgen (Macron, 2022). Im Oktober desselben Jahres präsentierte die Regierung einen Suffizienzplan (Plan de sobriété). Er zielte auf eine allgemeine Mobilisierung der Bevölkerung ab, um den Energieverbrauch des Landes innerhalb von zwei Jahren um 10 % zu senken. Der Plan appelliert an den Vorbildcharakter der öffentlichen Institutionen und listet eine Reihe konkreter Umsetzungsvorschläge auf. Der Begriff der sobriété wird in der Folge medial breit aufgegriffen: Allein im Oktober 2022 taucht er in der Tageszeitung Le Monde in den Überschriften von 18 Artikeln auf.

## Geschichtlicher Hintergrund
Ausgangspunkt der Diskussion um Suffizienz war die Veröffentlichung Die Grenzen des Wachstums des Club of Rome aus dem Jahre 1972. In dem Buch werden verschiedene Szenarien ausgespielt, die in einem Zusammenbruch der auf Wachstum ausgerichteten Zivilisation durch Übernutzung von natürlichen Ressourcen enden. Daraufhin wurden wachstums- und konsumkritische Theorien entwickelt, die dieser Übernutzung entgegenwirken und so den Zusammenbruch verhindern sollen. Dazu gehören zum Beispiel die Veröffentlichungen Small is Beautiful von Ernst Friedrich Schumacher und Voluntary Simplicity von Duan Elgin. Daraus entwickelte sich die Umweltbewegung, die die vorgeschlagenen Ansätze aufgriff und versuchte, sie praktisch umzusetzen.